# Bataille de Fort Dearborn
Guerre anglo-américaine de 1812
Batailles
- Bataille de l'île Mackinac (1812)
- Bataille de Fort Dearborn
- Bataille de Détroit
- Campagne du Niagara
- Bataille du moulin de Lacolle (1812)

- Bataille de Frenchtown
- Combat de la Shannon et de la Chesapeake
- Bataille de York
- Bataille de la rivière Thames
- Guerre Creek
- Bataille de la Châteauguay
- Bataille de la ferme Crysler

- Bataille de l'île Mackinac (1814)
- Incendie de Washington
- Bataille de Prairie du Chien
- Bataille de Baltimore

- Bataille de La Nouvelle-Orléans

La bataille de Fort Dearborn (également connue sous le nom de massacre de Fort Dearborn) est un affrontement entre les États-Unis et des Amérindiens Potawatomis qui se déroula le 15 août 1812, près de Fort Dearborn sur le site de l'actuelle ville de Chicago (qui faisait alors partie du territoire de l'Illinois), dans le contexte de la guerre anglo-américaine de 1812.
La bataille dura environ 15 minutes et fut une victoire complète pour les Potawatomis. Fort Dearborn fut brûlé, les soldats et colons survivants furent faits prisonniers. Certains furent ensuite rachetés. Après la bataille, cependant, les colons continuèrent de chercher à s'installer dans le secteur, le fort fut reconstruit en 1816. Colons et autorités américaines furent alors convaincus que tous les Amérindiens devaient être déplacés hors du territoire, loin de la colonie.

## Contexte

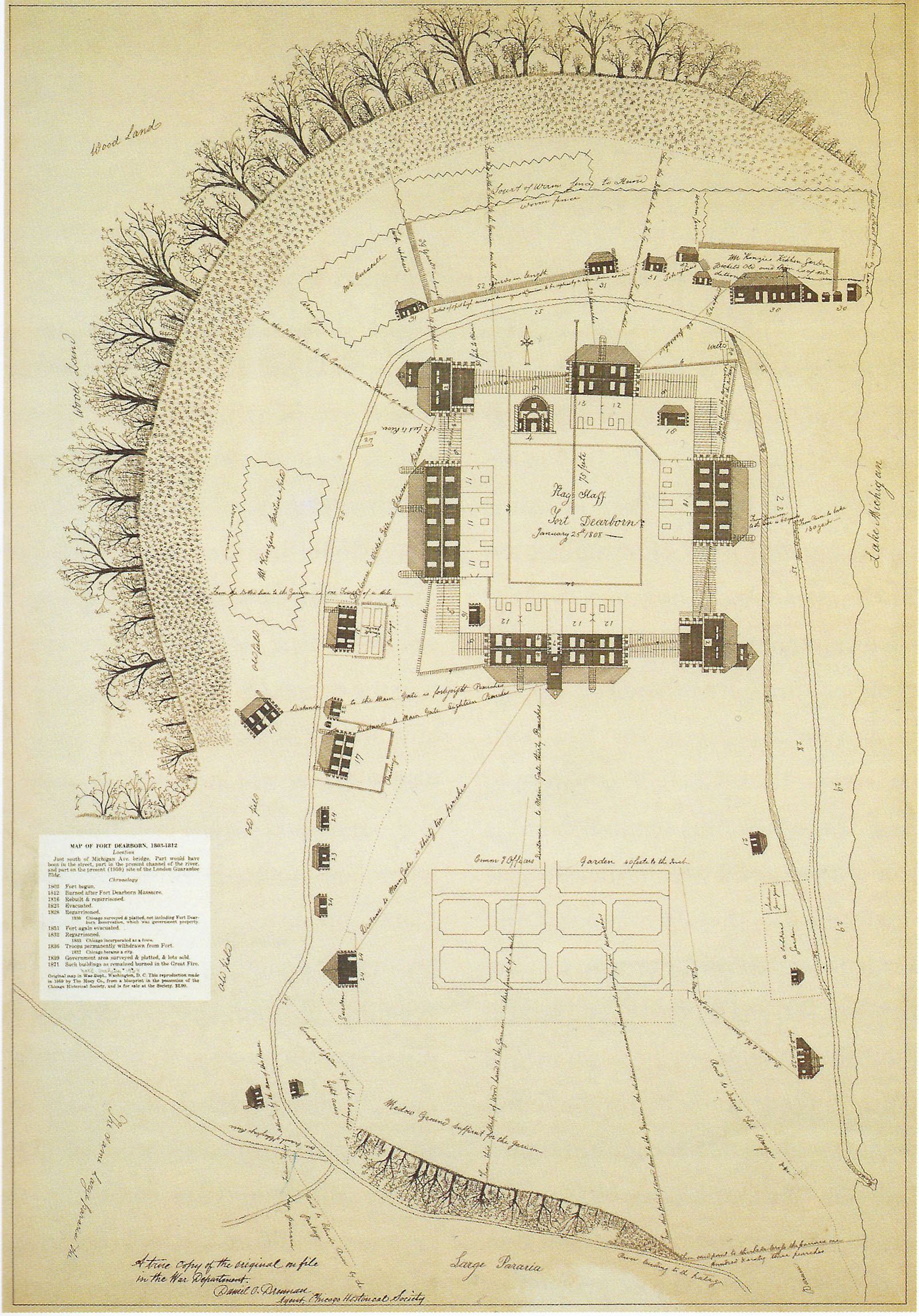
Plan du fort Dearborn dessiné par John Whistler en 1808.

Fort Dearborn fut construit par des troupes américains sous le commandement du capitaine John Whistler, en 1803. Il était situé sur la rive sud du bras principal de la rivière Chicago, dans ce qui est aujourd’hui le Loop, au centre-ville de Chicago. À l’époque, la région était considérée comme sauvage. Le fort a été nommé en l’honneur de Henry Dearborn, alors secrétaire à la Guerre des États-Unis. Sa construction fait suite à la guerre amérindienne du Nord-Ouest de 1785-1795 et à la signature du traité de Greenville, le 3 août 1795. Dans le cadre des termes de ce traité, une coalition d'Amérindiens et des pionniers regroupés dans la Confédération de l'Ouest remirent aux États-Unis de grandes parties de l’actuel État de l'Ohio et diverses autres parcelles de terrain, dont 16 km2 de terres centrées sur l'embouchure de la rivière Chicago,.
L’Empire britannique avait cédé le Territoire du Nord-Ouest — comprenant les États actuels de l’Ohio, l’Indiana, l’Illinois, le Michigan, et le Wisconsin — aux États-Unis à la suite du traité de Paris en 1783. Cependant, la région faisait l’objet de litiges entre les nations amérindiennes et les États-Unis depuis la signature de l’ordonnance du Nord-Ouest en 1787. Les Amérindiens adoptèrent l'orientation de Tenskwatawa, prophète shawnee et frère de Tecumseh. Tenskwatawa avait eu une vision de purification de sa société par l'expulsion des « Enfants de l’Esprit du Mal », les colons américains. Tenskwatawa et Tecumseh formèrent une confédération regroupant des Amérindiens issus de nombreuses tribus, dans le but de bloquer l’expansion américaine. Les Britanniques virent dans les Amérindiens des alliés précieux et un tampon pour leurs colonies du Canada, et leur fournirent des armes. Les attaques contre les colons américains dans le Nord-Ouest aggravèrent les tensions entre la Grande-Bretagne et les États-Unis. Les raids menés par la confédération entravèrent l’expansion américaine sur les terres potentiellement riches en ressources agricoles, minières ou pour la traite des fourrures dans le territoire du Nord-Ouest.
En 1810, à la suite d’une longue querelle, le capitaine Whistler et d’autres officiers supérieurs de Fort Dearborn furent mis à l'écart. Whistler fut remplacé par le capitaine Nathan Heald, qui était en poste à Fort Wayne, dans l’Indiana. Heald, mécontent de sa nouvelle affectation, demanda immédiatement un congé pour passer l’hiver dans le Massachusetts. Lors de son voyage de retour à Chicago, il visita le Kentucky, où il épousa Rebekah Wells, fille de Samuel Wells, et tous deux rentrèrent à Chicago en juin 1811.
Comme les États-Unis et la Grande-Bretagne se dirigeaient vers la guerre, les tensions entre colons et Amérindiens dans la région de Chicago augmentaient. À l’été 1811, des émissaires britanniques essayèrent d’obtenir l’appui des Amérindiens de la région, en leur promettant de l'aide pour résister aux empiétements croissants des colons américains sur leurs terres. Le 6 avril 1812, une bande d'Amérindiens Winnebagos tua Liberty White, une Américaine, et John B. Cardin, un Canadien français, dans une ferme appelée Hardscrabble, située sur le bras sud de la rivière Chicago (dans le quartier aujourd’hui appelé Bridgeport). La nouvelle du meurtre est apportée à Fort Dearborn par un soldat de la garnison nommé John Kelso et un petit garçon qui avait réussi à s’échapper de la ferme. À la suite de ce crime, certains résidents de Chicago emménagèrent au fort ; les autres se fortifièrent dans une maison qui avait appartenu à Charles Jouett, un agent indien. Quinze civils furent organisés en milice par le capitaine Heald, et armés de fusils et de munitions depuis le fort.

## Bataille

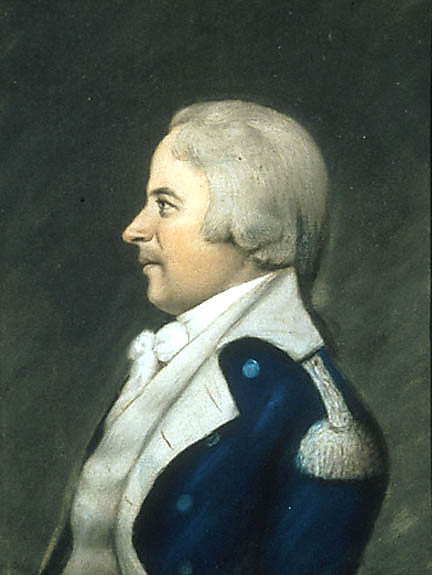
William Hull.

Le 18 juin 1812, les États-Unis déclarent la guerre à la Grande-Bretagne et, le 17 juillet, les forces britanniques capturent Fort Mackinac. Le 29 juillet, le général William Hull reçoit des nouvelles de la chute du Fort Mackinac et envoie immédiatement l'ordre au capitaine Nathan Heald d'évacuer Fort Dearborn, craignant qu'il ne puisse plus être approvisionné de manière appropriée. Dans sa lettre au capitaine Heald, arrivée au Fort Dearborn le 9 août, le général Hull donne l'ordre au destinataire de détruire toutes les armes et les munitions et de donner le reste des provisions aux Amérindiens amicaux dans l’espoir d’obtenir une escorte pour Fort Wayne. Hull envoie également une copie de ces ordres à Fort Wayne avec des instructions supplémentaires pour fournir à Heald tous les informations, conseils et aides en leur pouvoir. Dans les jours qui suivent, le sous-agent indien à Fort Wayne, le capitaine William Wells (en), qui était l’oncle de la femme de Heald, Rebekah, rassemble un groupe d’environ trente Amérindiens Miamis. Wells, le caporal Walter K. Jordan et les Miamis se rendent à Fort Dearborn pour fournir une escorte,.

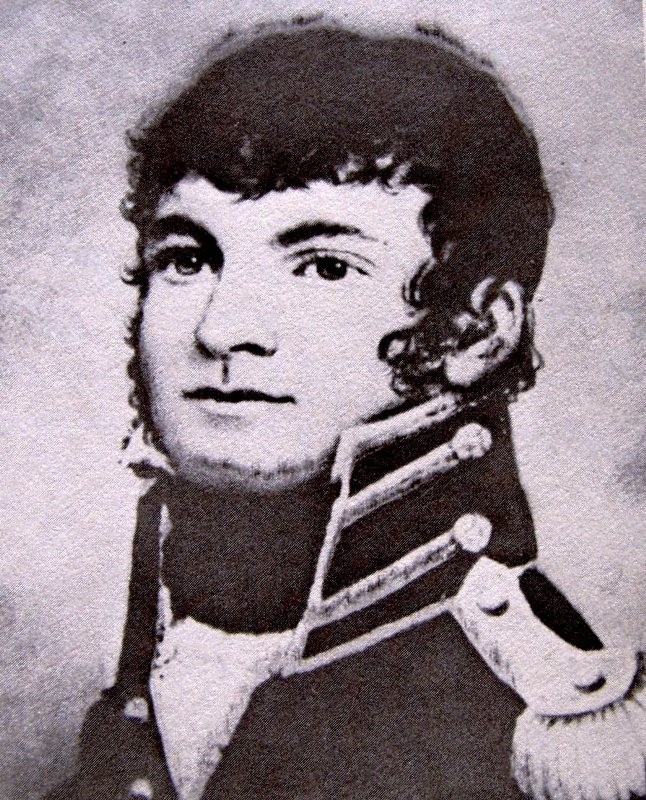
William Wells.

Wells arrive à Fort Dearborn le 12 août ou 13 août (les sources divergent),, et, le 14 août, le capitaine Heald tient conseil avec les chefs Potawatomi pour les informer de son intention d’évacuer le fort. Les Amérindiens crurent que Heald leur disait qu’il allait leur distribuer les armes, les munitions, les provisions et le whisky, et que s’ils envoyaient un groupe de Potawatomis pour les escorter à Fort Wayne, il leur payerait une importante somme d’argent. Cependant, Heald ordonne la destruction de tout le surplus d'armes, de munitions et d’alcool, « craignant que [les Amérindiens] en fassent mauvais usage. » Le 14 août, un chef Potawatomi appelé Black Partridge (en), avertit Heald que les jeunes hommes de son peuple ont l’intention d’attaquer, et qu’il ne peut plus les contenir,.
Le 15 août, à 9 h, la garnison — qui comprenait, selon Heald, cinquante-quatre soldats réguliers, douze miliciens, neuf femmes et dix-huit enfants — évacue Fort Dearborn dans l’intention de se rendre à Fort Wayne. Le capitaine Wells conduit le groupe avec quelques Miamis en guise d'escorte, tandis que les autres Miamis restent présents à l’arrière. À environ deux kilomètres et demi au sud de Fort Dearborn, une bande de guerriers Potawatomis prend la garnison en embuscade. Heald rapporte que, après avoir découvert que les Amérindiens s'apprêtaient à les embusquer de l'arrière d'une dune, la compagnie a avancé jusqu'en haut de la dune, a tiré une salve avant de charger les Amérindiens. Cette manœuvre a séparé la cavalerie du reste du convoi, permettant à l'écrasante force amérindienne de charger dans l’espace ainsi ouvert, divisant et encerclant les deux groupes. Au cours de la bataille qui s'ensuit, certains Amérindiens attaquent les chariots qui abritent les femmes et les enfants, ainsi que les provisions. Les chariots sont défendus par les miliciens, ainsi que par Van Voorhies, aspirant et médecin du fort. Les officiers et les miliciens sont tués, ainsi que deux des femmes et la plupart des enfants. Wells se désengagea de la bataille principale et tenta de venir en aide aux personnes qui occupaient les chariots. Mais ce faisant, il se fit renverser ; selon certains témoins, il combattit de nombreux Amérindiens avant d’être tué, et un groupe d'Amérindiens préleva immédiatement son cœur, afin de le manger et ainsi absorber son courage. La bataille avait duré environ quinze minutes. Après quoi, Heald et les soldats survivants se retirèrent sur un tertre, dans la prairie. Ils se rendirent ensuite aux Amérindiens, qui les emmenèrent, prisonniers, à leur campement près du fort Dearborn. Dans son rapport, Heald détailla que les pertes américaines s'étaient élevées à vingt-six soldats réguliers, les douze miliciens, deux des femmes et douze enfants tués, et que les vingt-huit autres soldats réguliers, ainsi que sept femmes et six enfants furent faits prisonniers.
Les récits des survivants diffèrent sur le rôle tenu par les guerriers miamis. Certains affirmèrent qu’ils s'étaient battus aux côtés des Américains, tandis que d’autres certifièrent qu'ils n'avaient aucunement pris part à la bataille. Quoi qu'il en soit, William Henry Harrison déclara que les Miamis s'étaient battus contre les Américains, et utilisa le massacre de Fort Dearborn comme prétexte pour attaquer les villages miamis. Le chef miami Pacanne et son neveu Jean-Baptiste de Richardville mirent par conséquent fin à leur neutralité dans la guerre, et se rallièrent aux Britanniques.

## Récits de la bataille
Les souvenirs d’un certain nombre de survivants de la bataille ont été publiés. L’histoire de Heald fut compulsée le 22 septembre 1812 par Charles Askin dans son propre journal. Heald écrivit également de brefs comptes-rendus d’événements dans son journal intime, ainsi que dans un rapport officiel de la bataille. Walter Jordan rédigea sa version des faits dans une lettre à sa femme datée du 21 octobre 1812. Helm écrivit le récit détaillé des faits ; mais, de peur d’être sanctionné parce qu'il critiquait Heald, il en retarda la publication jusqu’en 1814. Les souvenirs de la bataille de John Kinzie furent dictés par celui-ci à Henry Schoolcraft en août 1820.
Ces comptes-rendus détaillés du conflit sont discordants, en particulier dans leur attribution des responsabilités dans la bataille. Wau-Bun: The Early Day in the Northwest de Juliette Magill Kenzie, publié pour la première fois en 1856, a fourni le récit traditionnel du conflit. Cependant, il est basé sur des récits familiaux, et est considéré comme historiquement inexact. Sa réception dans le public n'en fut pas moins extrêmement bonne.
La bataille de Fort Dearborn fut également nommée « le massacre de Fort Dearborn ». La bataille a été décrite par les historiens comme un massacre en raison du nombre d’Américains tués, mais elle est également considérée comme un acte de défense légitime des Amérindiens relativement à leurs terres.

## Conséquences
Après la bataille, les Amérindiens emmenèrent leurs prisonniers dans leur campement et le fort fut brûlé. La région resta vide de citoyens des États-Unis jusqu’à la fin de la guerre. Certains des prisonniers moururent en captivité, tandis que d’autres furent ensuite libérés contre rançon. Le fort fut quant à lui restauré et reconstruit en 1816.
Pris dans la perspective de la guerre anglo-américaine de 1812, et à une plus grande échelle du conflit entre la Grande-Bretagne et la France qui l’a précipitée, il s'agit d'une bataille mineure, mais elle a finalement eu des conséquences importantes pour le territoire. On peut dire que, pour les Amérindiens, ce fut un exemple « de bataille gagnée mais de guerre perdue » : les États-Unis ont plus tard mené une politique de déplacement des tribus locales, issue du traité de Chicago, et qui a été marquée à son aboutissement en 1835 par la dernière grande danse de guerre amérindienne dans la ville alors naissante. Par la suite, les Potowatomis et d'autres tribus ont été déplacés vers l’ouest.

## Lieu de la bataille

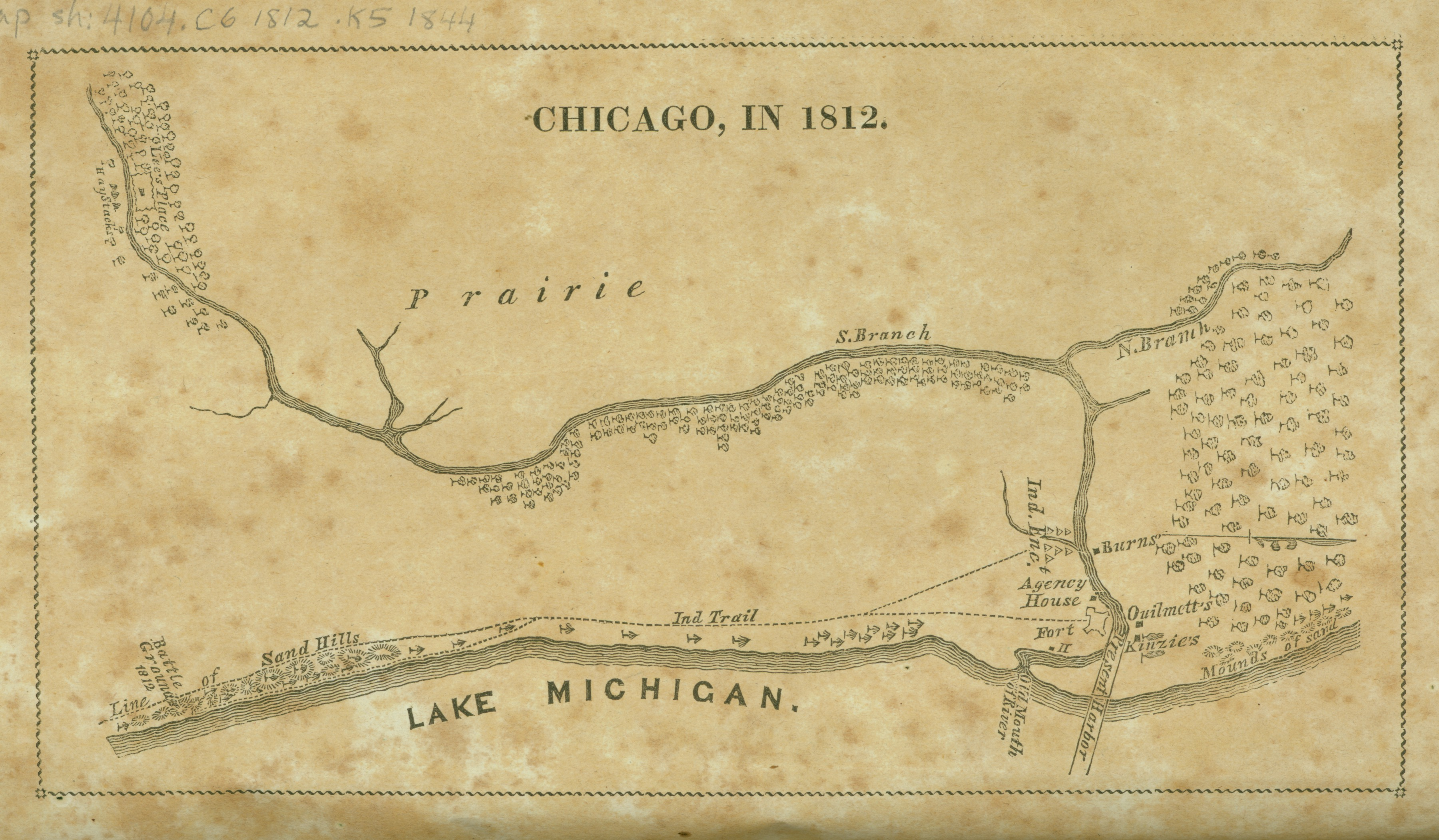
Carte, reproduite de, montrant Chicago en 1812 avec les emplacement de Fort Dearborn et de la bataille (l’ouest est en haut).

Des témoignages situent l'emplacement de la bataille sur la rive du lac, entre 1,6  et   3,2 km au sud du fort Dearborn. Le rapport officiel de Heald dit que la bataille a eu lieu à 2,4 km au sud du fort, la plaçant à l'endroit de ce qui est aujourd'hui l’intersection de Roosevelt Road (anciennement connu sous le nom 12th street) et Michigan Avenue. Juliette Kinzie, peu avant sa mort en 1870 déclara que la bataille avait commencé près d’un grand peuplier, qui à l’époque se tenait toujours sur la 18th Street, entre Prairie Avenue et le lac. On pense que l’arbre était le dernier d’un bosquet d’arbres qui avaient été plantés à l'époque de la bataille.

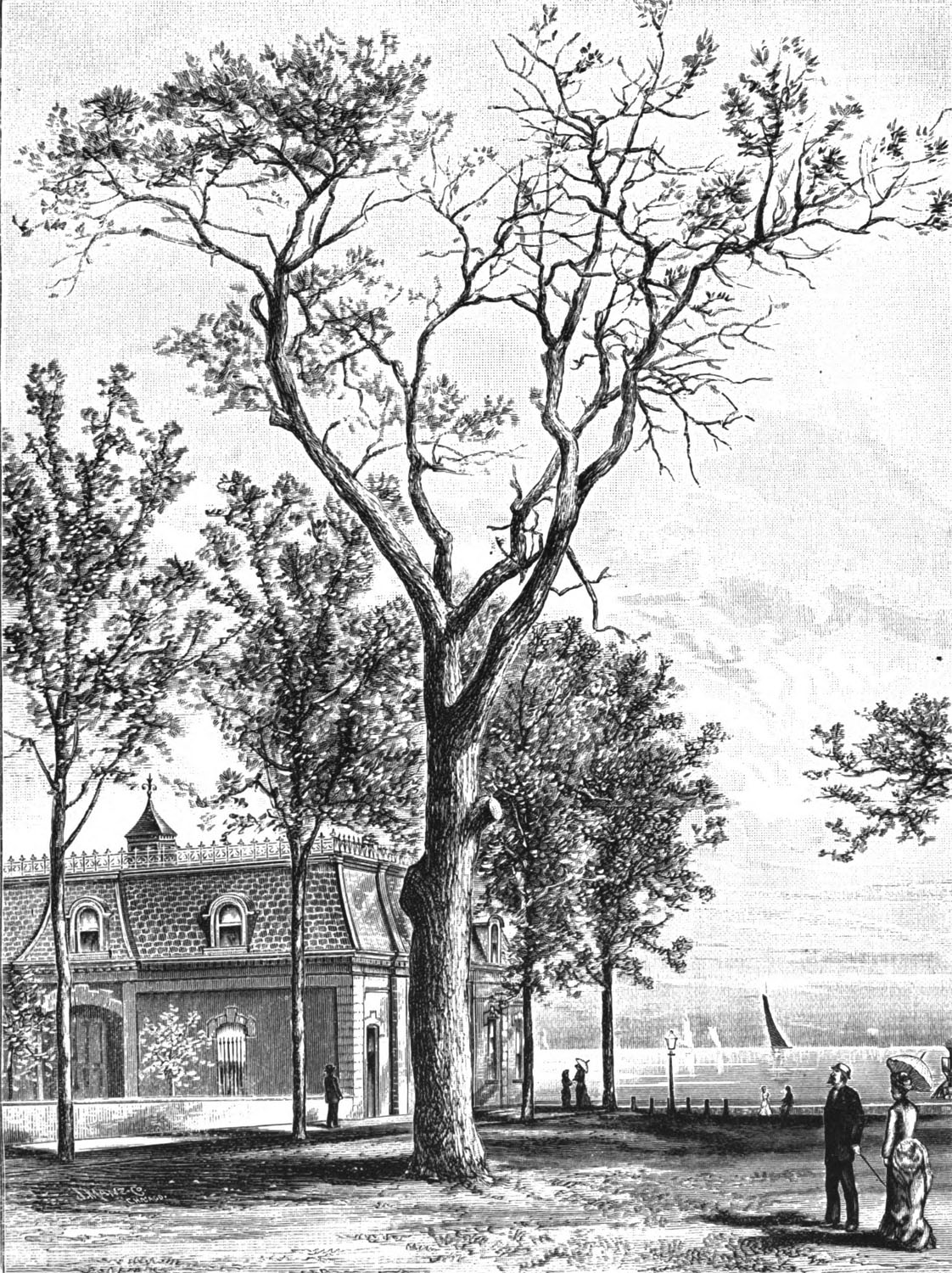
Dessin de 1884 de l’arbre censé avoir marqué le lieu où débuta la bataille.

L’arbre fut soufflé par une tempête le 16 mai 1894, et une partie de son tronc fut conservée au musée d'histoire de Chicago. L’historien Harry A. Musham souligne que les témoignages relatifs à cet arbre sont tous de seconde main et proviennent de personnes qui se sont installées à Chicago plus de vingt ans après la bataille. De plus, en se basant sur le diamètre de la section préservée du tronc (environ 90 cm), il a estimé l’âge de l’arbre, au moment où il a été soufflé, à moins de quatre-vingts ans ; il affirme donc qu’il n’a pas pu avoir poussé à l’époque de la bataille. Le site de 18th Street et Prairie Avenue n'en est pas moins devenu le lieu traditionnellement associé à la bataille, et au 197e anniversaire de la bataille, en 2009, le Chicago Park District, la Prairie District Neighborhood Alliance (en) et d’autres partenaires de la communauté ont inauguré le « Battle of Fort Dearborn Park » près du site à 18th Street et Calumet Avenue.

## Monuments

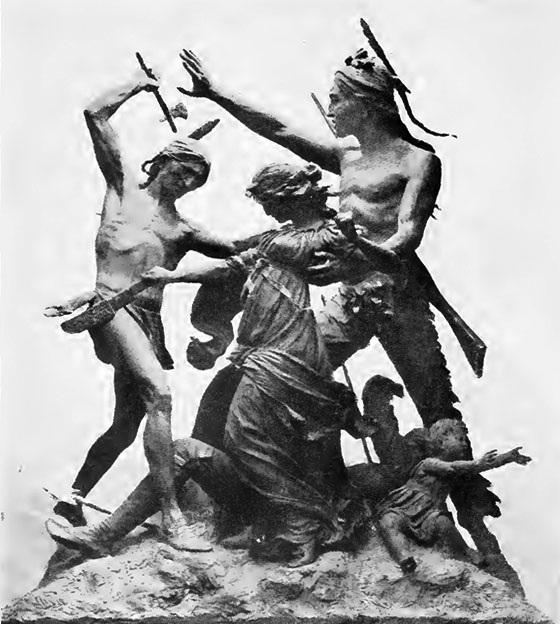
Détail du monument commémorant le massacre de Fort Dearborn par Carl Rohl-Smith.

En 1893, George Pullman fit ériger près de sa maison une sculpture qu’il avait commandée à Carl Rohl-Smith (en). Elle représente le sauvetage de Margaret Helm, belle-fille de John Kinzie résidant à Chicago et femme du lieutenant Linai Thomas Helm, par le chef Potawatomi Black Partridge, qui la conduisit, ainsi que quelques autres, au lac Michigan et l'aida à s'enfuir en bateau. Le monument fut déplacé dans le hall du musée d'histoire de Chicago (Chicago History Museum) en 1931. Dans les années 1970, cependant, des Amérindiens protestèrent contre le monument exposé, et il fut retiré. Dans les années 1990, la statue fut réinstallée près de 18th Street et Prairie Avenue, non loin de son site d’origine, au moment de la restauration de l’arrondissement historique de Prairie Avenue. Il fut ensuite retiré pour des raisons de conservation par le Bureau d’Art public du Département des Affaires culturelles de Chicago. Certains s'efforcent de réinstaller le monument, mais l'American Indian Center s'y oppose.

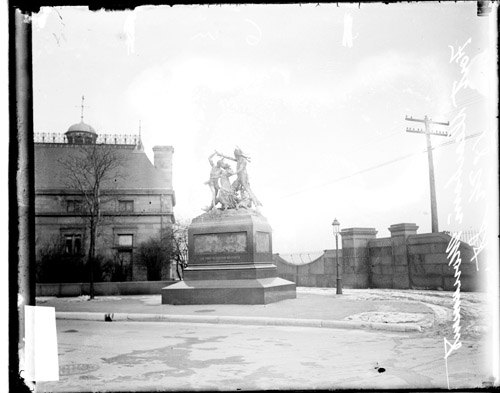
Le monument de massacre de Fort Dearborn, à côté de la Maison Pullman.

La bataille est également commémorée par une sculpture de Henry Hering appelée Défense, qui se trouve au sud-ouest du pont de Michigan Avenue (qui recouvre partiellement le site de Fort Dearborn). Il existe d'autres monuments à Chicago rendant hommage aux personnes qui participèrent à la bataille. William Wells est commémoré par le nom de Wells Street, une rue nord-sud et une partie de l’original 1830 58-block plat de Chicago, tandis que Nathan Heald est commémoré par le Heald Square Monument. Ronan Park honore George Ronan, qui était le premier diplômé de West Point à mourir au combat.